# ノースオーガスタ (サウスカロライナ州)
ノースオーガスタ（英: North Augusta) は、アメリカ合衆国サウスカロライナ州のエイキン郡にある都市。人口は2万4379人（2020年）。市域の一部はエッジフィールド郡に入っている。サバンナ川北岸にあり、南岸にあるジョージア州のオーガスタと隣接している。オーガスタ都市圏に属している。

## 歴史
ノースオーガスタはサバンナ川と滝線が交わる所にあり、オーガスタ市の対岸である。この場所には以前に3代の町があった。300年以上前にイングランド人がサバンナタウンという交易基地を設立した。この町は、オーガスタの方が繁栄し、交易業者にとって魅力あることが分かったときに放棄された。次は200年以上前にタバコの交易拠点およびインディアン交易業者の拠点として、キャンベルタウンが設立された。この町もサバンナ川のジョージア州側との競争があり、時には暴力的な事件もあった。タバコ市場の衰退も手伝って19世紀初期にはキャンベルタウンが無くなった。
綿花経済の爆発と共にこの地域は、ジョージア州およびサウスカロライナ州の上流側山岳部を通じて、農園の貴重な産品の重要な市場になっていった。1821年、機械の天才で起業家だったヘンリー・シュルツが、オーガスタ市と直接商業的な競争を行う形でハンバーグの町を設立した。1833年、サウスカロライナ鉄道が開通し、ハンバーグで集めた綿花を海港であるチャールストンに運ぶ道筋ができた。1848年、オーガスタ運河が建設され、ハンバーグよりも上流の産品を運んでくるルートになった。サウスカロライナ鉄道の鉄橋でオーガスタ市と繋がれることにより、物品がハンバーグの町を素通りすることとなり、白人が町から出て行き、南北戦争後は黒人がそれに代わった。1876年、白人の暴徒が、黒人が主になっていた町を攻撃して略奪し、囚人を連れだして処刑し、他にも怪我をさせたり、選挙で選ばれた町の役人を殺そうとした事件が、最後の打撃になった。ヘンリー・シュルツは貧困の中で死に、ハンバーグを見下ろす崖の上に、オーガスタ市に背を向ける形で埋葬されているとされている。
ノースオーガスタの町は以前の町が商業で競争して失敗した轍を踏まないために、住宅とリゾートの町として設立された。その開発の多くは、1902年にジェイムズ・U・ジャクソンが、オーガスタ市を見下ろす丘の上にハンプトン・テラス・ホテルを建設したことに始まっていると言うことができる。当時このホテルは国内でも最大級かつ贅沢なホテルであり、20世紀初めにオーガスタ市を訪れた多くの旅人が利用した。ハンプトン・テラスを終点とする都市間トロリー線が町を通って建設され、オーガスタ・エイキン鉄道および電気会社と呼ばれ、後にはエイキンまで延伸された。トロリーの運行は世界恐慌の頃に終わった。ノースオーガスタは当初ハリウッドを造る場所として選定されていたが、それがカリフォルニア州に移されたのは、ホテルが焼け落ちたのが唯一の理由だと考える者が多い。1916年の大みそかにホテルが焼失した時までに、ノースオーガスタは繁栄を始めており、現在でもオーガスタ大都市圏の主要部となっている。
ノースオーガスタ市内にあるアメリカ合衆国国家歴史登録財に指定されるものとしては、ジョージア・アベニュー＝バトラー・アベニュー歴史地区、チャールズ・ハモンド邸、ルッカウェイ・ホール、ブリトン・ミムズ・プレース、ローズマリー・ホール、B・C・ウォール邸がある。
2006年4月21日から23日、ノースオーガスタはその設立100周年を祝った。
ノースオーガスタは近くにある約2,500人のアイリッシュ・トラヴェラー（漂流民）の町、マーフィー・ビレッジがあることでも知られている。2012年、この町はザ・ラーニング・チャンネルの番組『My Big Fat American Gypsy Wedding』で紹介された。

## リバービュー公園活動センター
リバービュー公園活動センターはノースオーガスタのサバンナ川沿いにある。リバービュー公園は、ナイキが毎年行う夏の行事、ナイキ・ピーチ・ジャム（少年）とナイキ・ナショナルズ（少女）の場所となっている。バスケットボールでは国内高校のトップクラスやカレッジのコーチが毎年ノースオーガスタに集まり、トーナメントを行う。ピーチ・ジャムでプレイした著名な運動選手として、姚明、メッタ・ワールド・ピース、ダース・ノウィツキ、J・J・レディック、ケビン・デュラント、デリック・ローズ、ジョン・ウォール、アンドリュー・ウィギンス、など数多い。ナイキ・ナショナルズから巣立った者としてはマヤ・ムーア、ブリトニー・グリナー、などがいる。

## 地理
ノースオーガスタ市は北緯33度30分47秒 西経81度57分46秒 / 北緯33.51306度 西経81.96278度 (33.512935, -81.962640)に位置している。
アメリカ合衆国国勢調査局に拠れば、市域全面積は20.5平方マイル (53.1 km2)であり、このうち陸地20.0平方マイル (51.9 km2)、水域は0.46平方マイル (1.2 km2)で水域率は2.25%である。

## 教育
ノースオーガスタ公共教育学区には、ノースオーガスタ高校とフォックスクリーク高校という高校2校が入っている。ノースオーガスタ高校はエイキン郡内にあり、エイキン郡教育学区の下に運営されている。フォックスクリーク高校はエッジフィールド郡内にあり、サウスカロライナ州公共チャータースクール学区の下に運営されるチャータースクールである。
中学校はポール・ノックスとノースオーガスタの各中学校2校である。小学校は、ハモンドヒル、ベルベディア、ノースオーガスタ、および最新のモッシークリークの4校である。私立の宗教系学校としては、アワーレディ・オブ・ピース・カトリック教会の学校、ビクトリー・バプテスト教会の学校、グレース・ユナイテッド・メソジスト教会の幼稚園がある。川向うのオーガスタ市には、オーガスタ・準備デイスクール、オーガスタ・クリスチャン学校、カーティス・バプテスト学校、ウェストミンスター・スクールズ・オブ・オーガスタがあり、ノースオーガスタから通う児童もいる。

## 人口動態
以下は2010年国勢調査による人口統計データである。
| 基礎データ - 人口: 21,348 人 - 世帯数: 9,003 世帯 - 家族数: 4,764 家族 - 人口密度: 508.7人/km2（1,213 人/mi2） - 住居数: 9,726 軒 - 住居密度: 213.8軒/km2（552.6 軒/mi2） 人種別人口構成 - 白人: 74.2% - アフリカン・アメリカン: 20.4% - ネイティブ・アメリカン: 0.3% - アジア人: 1.1% - 太平洋諸島系: 0.04% - その他の人種: 2% - 混血: 2% - ヒスパニック・ラテン系: 4.2% 年齢別人口構成 - 18歳未満: 25.2% - 18-24歳: 8.4% - 25-44歳: 31.8% - 45-64歳: 21.3% - 65歳以上: 14.2% - 年齢の中央値: 36歳 - 性比（女性100人あたり男性の人口） - 総人口: 88.5 - 18歳以上: 84.4 | 世帯と家族（対世帯数） - 18歳未満の子供がいる: 32.5% - 結婚・同居している夫婦: 48.8% - 未婚・離婚・死別女性が世帯主: 13.0% - 非家族世帯: 35.0% - 単身世帯: 30.5% - 65歳以上の老人1人暮らし: 10.6% - 平均構成人数 - 世帯: 2.35人 - 家族: 2.96人 収入と家計 - 収入の中央値 - 世帯: 45,600米ドル - 家族: 58,472米ドル - 性別 - 男性: 42,089米ドル - 女性: 28,790米ドル - 人口1人あたり収入: 23,099米ドル - 貧困線以下 - 対人口: 11.0% - 対家族数: 9.8% - 18歳未満: 16.6% - 65歳以上: 10.7% |

## 著名な出身者
- タイラー・コルビン - メジャーリーグベースボール選手、シカゴ・カブス他
- チャーリー・ウォーターズ - NFLアメリカンフットボール選手、ダラス・カウボーイズ、ESPNテレビから「50人の偉大なカウボーイ」の1人に選ばれている。